# Asian Handball Federation
La Asian Handball Federation (AHF) è l'organo di governo della pallamano e della pallamano da spiaggia in Asia. Comprende 44 paesi membri, situati principalmente nel continente asiatico, ma esclude i paesi transcontinentali con territorio sia in Europa che in Asia – Azerbaigian, Georgia, Russia e Turchia – che invece fanno parte della European Handball Federation (EHF). Altri tre stati situati lungo il confine occidentale dell'Asia – Cipro, Armenia e Israele – sono anch'essi membri dell'EHF. Hong Kong e Macao, pur non essendo paesi indipendenti (entrambe sono regioni speciali della Cina), sono comunque membri dell'AHF.
Essendo una delle sei confederazioni continentali dell'IHF, l'AHF è stata ufficialmente costituita il 26 agosto 1974 a Teheran (Iran), durante i VII Giochi asiatici del 1974. La sede dell'AHF si trova a Kuwait City (Kuwait). L'attuale presidente è Sheikh Ahmed Al-Fahad Al-Ahmed Al-Sabah del Kuwait, membro della casata degli Al Sabah, la famiglia reale del Kuwait.

## Storia
Il percorso della Asian Handball Federation (AHF) ebbe inizio quando Sheikh Fahad Al-Ahmad Al-Jaber Al-Sabah, capo della delegazione del Kuwait ai VII Giochi asiatici tenutisi nel 1974 a Teheran, in Iran, presentò una mozione al Comitato Esecutivo della Asian Games Federation (AGF), richiedendo il riconoscimento della pallamano come disciplina ufficiale e la formazione della Asian Handball Federation.
Questa storica mozione si basava sul fatto che la pallamano era ampiamente praticata in Asia e che, per rispondere alle esigenze del momento, era necessario un supporto ufficiale e tecnico per favorire lo sviluppo e l’espansione del gioco nella regione asiatica.
Di conseguenza, la Asian Games Federation, durante la riunione del 26 agosto 1974, riconobbe la pallamano come sport ufficiale, diventando così la diciannovesima disciplina riconosciuta all’epoca.
In seguito a questi eventi, Sheikh Fahad Al-Ahmad Al-Jaber Al-Sabah prese l’iniziativa di invitare i capi delegazione presenti a Teheran a una riunione per discutere formalmente la creazione della Asian Handball Federation.
Dopo dibattiti e discussioni approfondite sulle funzioni e le attività della federazione, la creazione dell’AHF fu simultaneamente approvata e vennero definite le linee guida operative.
Durante la riunione, lo Sceicco Fahad Al-Ahmed Al-Jaber Al-Sabah (Kuwait) fu eletto presidente ad interim, mentre Syed Abul Hassan (Pakistan) fu nominato segretario generale ad interim della federazione. Entrambi ricevettero anche l’incarico di redigere lo statuto e il regolamento interno dell’AHF.
Successivamente, l’8 gennaio 1976, i rappresentanti di 14 paesi asiatici, insieme al Segretario Generale della Federazione Internazionale di Pallamano (IHF), Max Rinkenburger, parteciparono alla riunione fondativa dell’AHF. Durante questa riunione fu formalmente annunciata la nascita della Asian Handball Federation, confermati lo statuto e il regolamento interno, e furono eletti il primo Consiglio dell’AHF e il Comitato Esecutivo. Lo Stato del Kuwait, e la sua capitale Kuwait City, fu scelto come sede centrale dell’AHF.
Dalla sua fondazione, le attività dell’AHF si sono progressivamente espanse, concentrandosi principalmente sullo sviluppo e l’espansione della pallamano nel continente asiatico. I membri dell’AHF hanno contribuito attivamente ai notevoli successi ottenuti lungo il percorso.

## Presidenti
La Asian Handball Federation (AHF) è unica sotto un certo aspetto: nella sua storia, fino ad oggi, ha avuto solo due presidenti, ed erano padre e figlio.
| Num.    | Nome                                     | Mandato                        |
| ------- | ---------------------------------------- | ------------------------------ |
| 1.      | Sceicco Fahad Al-Ahmed Al-Jaber Al-Sabah | 26 agosto 1974 – 2 agosto 1990 |
| Interim | Mohammed Ali Abul                        | 2 agosto 1990 – 1991           |
| 2.      | Sceicco Ahmed Al-Fahad Al-Ahmed Al-Sabah | 1991 – 5 novembre 2021         |
| Interim | Yoshihide Watanabe                       | 5 novembre 2021 – presente     |

## Segretario Generale
| Num. | Nome                 | Mandato                            |
| ---- | -------------------- | ---------------------------------- |
| 1.   | Syad Abul Hassan     | 26 agosto 1974 – 26 novembre 2000  |
| 2.   | Dr. Roshan Lal Anand | 26 novembre 2000 – 25 ottobre 2013 |
| 3.   | Muhammad Shafiq      | 25 ottobre 2013 – presente         |

## Consiglio AHF
Il seguente è il Consiglio dell'AHF per il mandato 2021-2025.
| Posizione                  | Nome                              |
| -------------------------- | --------------------------------- |
| Presidente                 | Ahmed Al-Fahad Al-Ahmed Al-Sabah  |
| 1° Vice-Presidente         | Yoshihide Watanabe                |
| Vice-Presidente            | Ahmad Mohammed Abdulrab Al-Shaabi |
| Vice-Presidente            | Ali Mohamed Isa Eshaqi            |
| Vice-Presidente            | Dr. Sari Hamdan Ghanima           |
| Vice-Presidente            | Ms. Wang Tao                      |
| Segretario Generale        | Muhammad Shafiq                   |
| Tesoriere                  | Bader Mohammad Al-Theyab          |
| Membri Consiglio           | Ameen Al-Barwani                  |
| Membri Consiglio           | Choi Jung-suck                    |
| Membri Consiglio           | Mohammed Julfar                   |
| Membri Consiglio           | Sombat Kuruphan                   |
| Membri Consiglio           | Alireza Pakdel                    |
| Membro femminile Consiglio | Gulnara Turlykhanova              |
| Presidente della AHF COC   | Fadhel Al-Nemer                   |
| Presidente della AHF PRC   | Saleh bin Ashour                  |
| Presidente della AHF CCM   | Prof. Dr. Chung Hyung-kyun        |
| Presidente della AHF MC    | Dr. Katsuhiko Sakuma              |
| Presidente della AHF CPP   | Mitra Noorigollehjareh            |
| Presidente della AHF MKC   | Mohammad Jaber Al-Mulla           |
| Presidente della AHF UDC   | Ismoiljon Matkhalikov             |
| Presidente della AHF CYSH  | Mohammed Al-Araje                 |

## Competizioni AHF
Attualmente l'AHF organizza 8 tornei per squadre nazionali e 2 tornei per squadre di club; inoltre collabora all'organizzazione di vari tornei regionali.

### Competizioni squadre nazionali
- Campionato asiatico maschile di pallamano
- Campionato asiatico femminile di pallamano
- Campionato asiatico di pallamano Under-20 maschile
- Campionato asiatico di pallamano Under-20 femminile
- Campionato asiatico di pallamano Under-18 maschile
- Campionato asiatico di pallamano Under-18 femminile
- Giochi asiatici
- Giochi asiatici giovanili
- Campionato asiatico di pallamano da spiaggia
- Asian Youth Beach Handball Championship
- Asian Beach Games

### Competizioni per club
- Asian Club League Handball Championship
- Asian Women's Club League Handball Championship

### Tornei regionali
Asia Occidentale
- West Asian Women's Handball Championship
- Giochi dell'Asia occidentale

Asia Meridionale
- South Asian Men's Handball Championship
- South Asian Women's Handball Championship
- Giochi dell'Asia meridionale

Asia Sud-orientale
- Giochi del Sud-est asiatico

Asia Orientale
- Giochi dell'Asia orientale

Golfo Persico
- GCC Games

## Detentori dei titoli
| Categoria                         | Maschile                 | Femminile                 |
| --------------------------------- | ------------------------ | ------------------------- |
| Asian Handball Championship       | Qatar (2024) (6)         | Corea del Sud (2022) (16) |
| Asian Games                       | Qatar (2022) (3)         | Giappone (2022) (1)       |
| Under-20 Handball Championship    | Giappone (2022) (1)      | India (2022) (1)          |
| Asian Youth Games                 | Qatar (2013) (1)         | Corea del Sud (2013) (1)  |
| Under-18 Handball Championship    | Corea del Sud (2022) (3) | Iran (2022) (1)           |
| Beach Handball Championship       | Qatar (2023) (6)         | Vietnam (2023) (2)        |
| Asian Beach Games                 | Qatar (2016) (3)         | Vietnam (2016) (1)        |
| Youth Beach Handball Championship | Iran (2022) (1)          | Thailandia (2022) (1)     |
| Club Handball Championship        | Sharjah (2025) (1)       | Kaysar Club (2024) (3)    |

## Membri
La Asian Handball Federation conta 44 membri, corrispettivi di altrettante federazioni nazionali.
Primo livello
- Bahrain
- China
- Iran
- Iraq
- Giappone
- Kuwait
- Qatar
- Arabia Saudita
- Corea del Sud
- Emirati Arabi Uniti
- Oman

Secondo livello
- Taiwan
- Giordania
- Kazakhstan
- Libano
- Corea del Nord
- Siria
- Tailandia

Terzo livello
- Afghanistan
- Bangladesh
- Bhutan ✝
- Brunei
- Cambodia ✝
- Timor Est
- Hong Kong
- India
- Indonesia
- Kyrgyzstan
- Laos ✝
- Macau
- Malesia
- Maldive
- Mongolia
- Nepal
- Pakistan
- Palestina
- Filippine
- Singapore
- Sri Lanka
- Tajikistan
- Turkmenistan
- Uzbekistan
- Vietnam
- Yemen

✝ membro non attivo